# ۲-متیل-۲-بوتن
۲-متیل-۲-بوتن (به انگلیسی: 2-Methyl-2-butene) یک ترکیب شیمیایی با شناسه پاب‌کم 10553 است. که جرم مولی آن 70.1329 g/mol می‌باشد. شکل ظاهری این ترکیب، مایع بی‌رنگ است.